# アディスアベバ・ライトレール
アディスアベバ・ライトレール（アムハラ語: የአዲስ አበባ ቀላል ባቡር）は、エチオピア連邦民主共和国の首都アディスアベバで運行されているライトレールである。

## 概要
2011年から中国鉄路総公司の協力によってエチオピア鉄道公社により建設が進められ、2015年9月20日に全長16.9 km、22駅、サブサハラでは初のライトレール路線として開業した。さらに、同年11月9日には2番目の路線が開通し、2路線総延長31 ㎞、39駅となった。エチオピア鉄道公社と深圳地下鉄公社によって運営されている。

## 路線
| 路線     | 開業年        | 距離    | 駅数 | 区間                      | 備考   |
| -------- | ------------- | ------- | ---- | ------------------------- | ------ |
| グリーン | 2015年9月20日 | 16.9 km | 22   | Menelik II Square ↔ Kalit | 南北線 |
| ブルー   | 2015年11月9日 | 8.3 km  | 22   | Tor Hailoch ↔ Ayat        | 東西線 |

## 車両
中国中車長春軌道客車の超低床電車が導入されている。

## ギャラリー

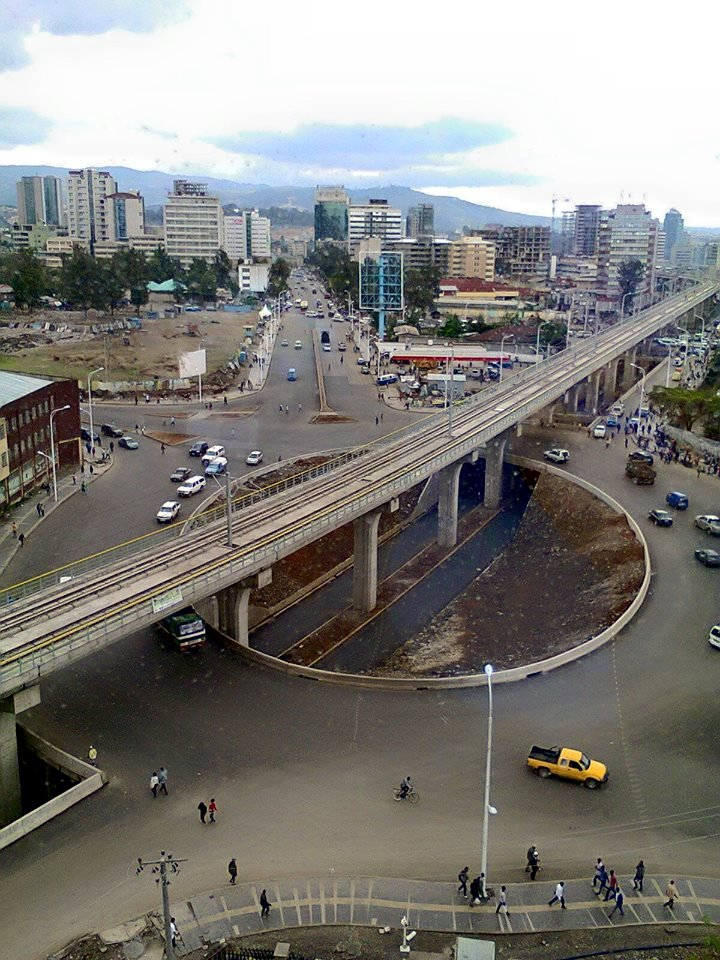
高架線を走るライトレール
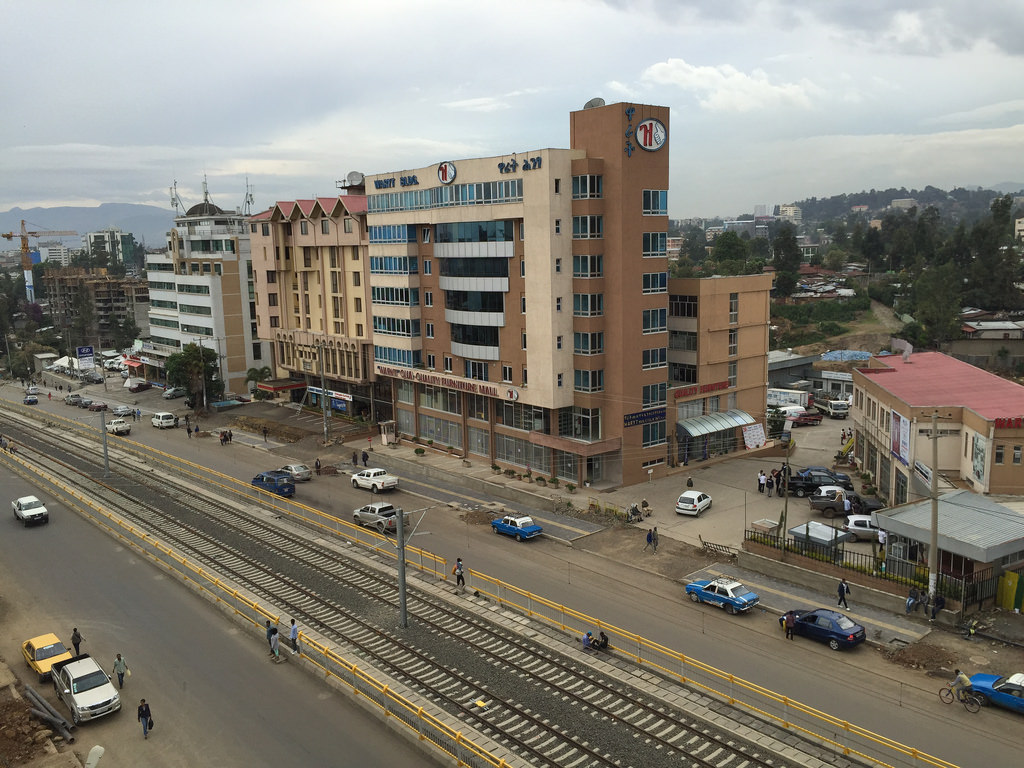
道路の中央分離帯を走るライトレール
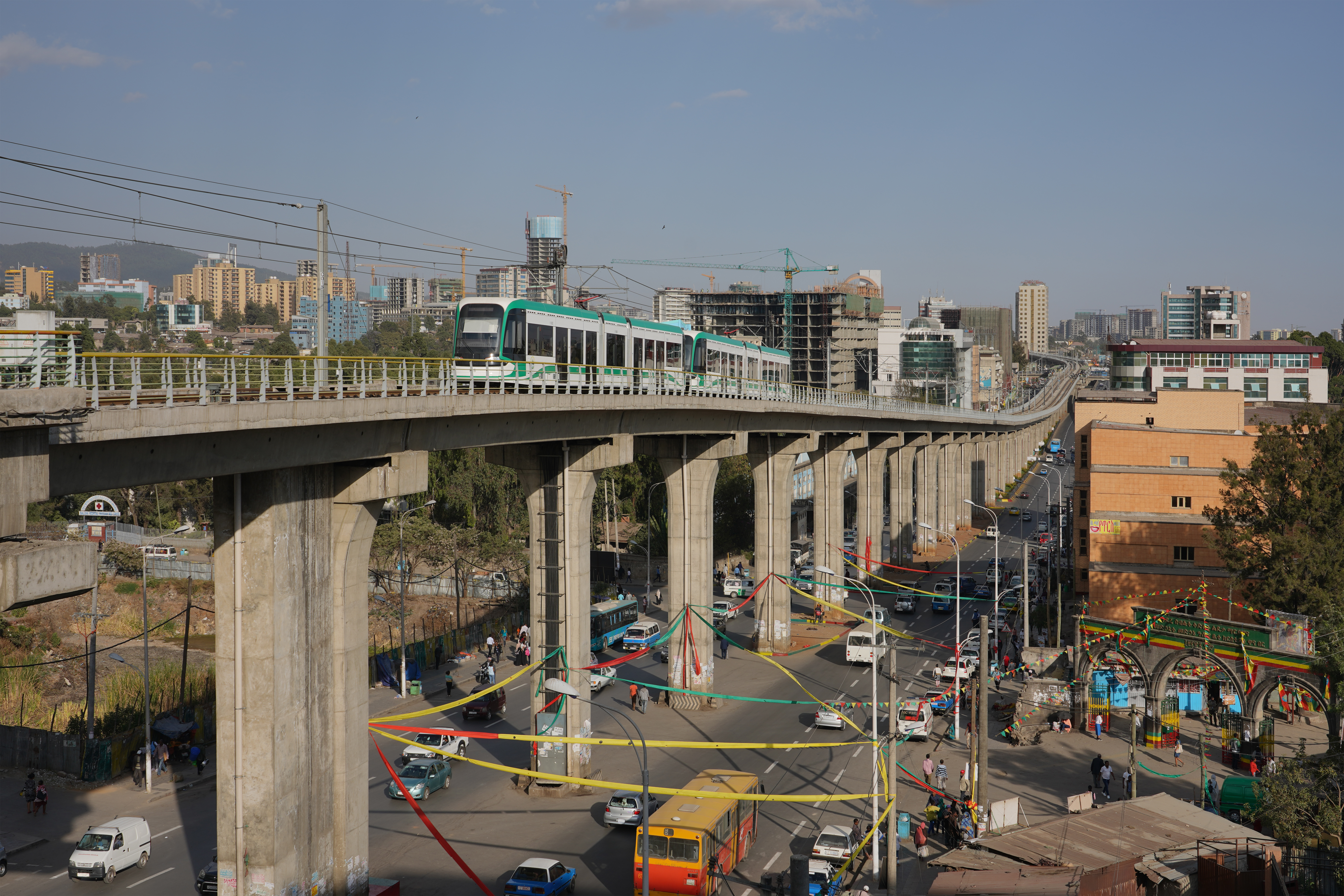
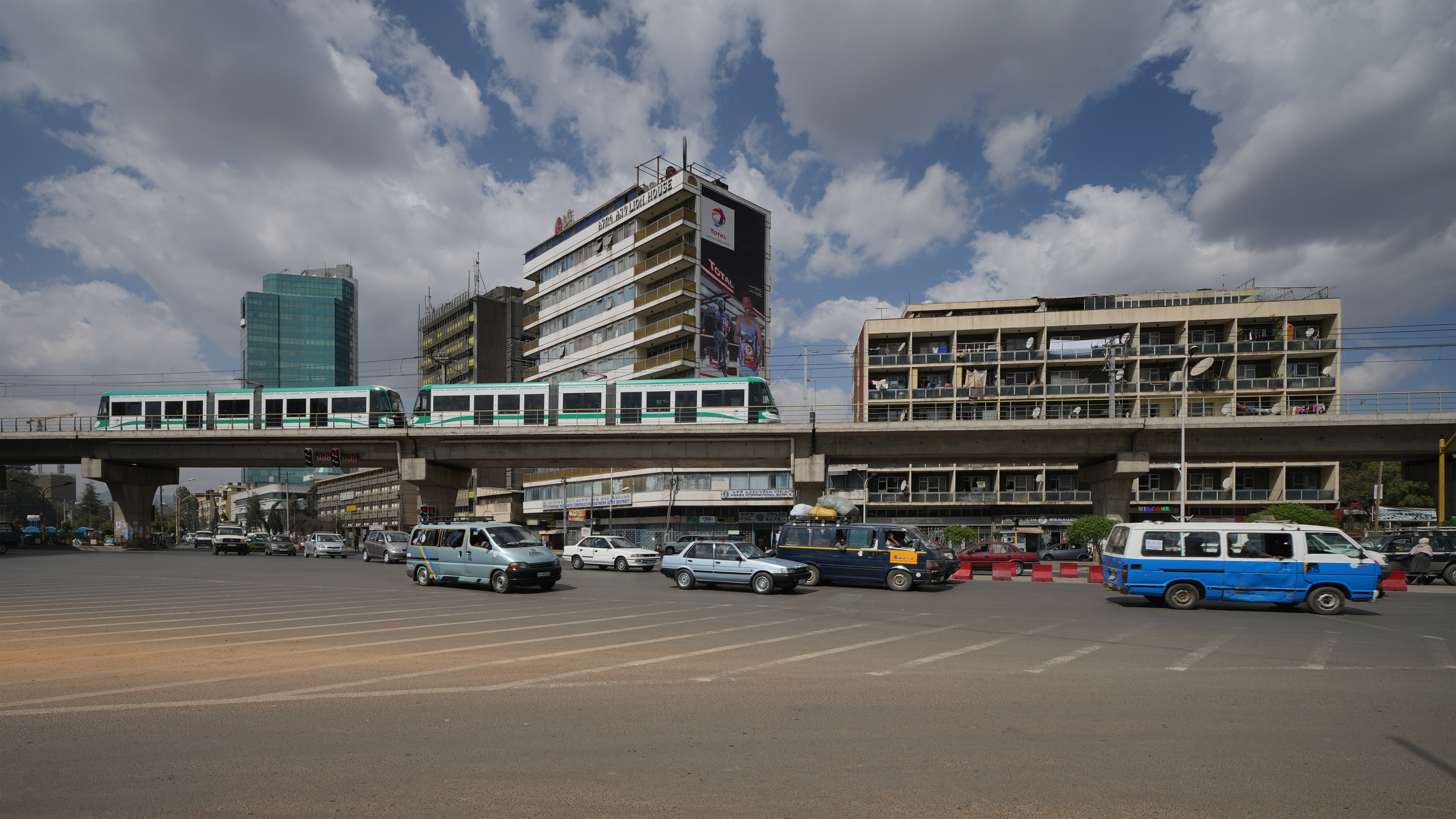
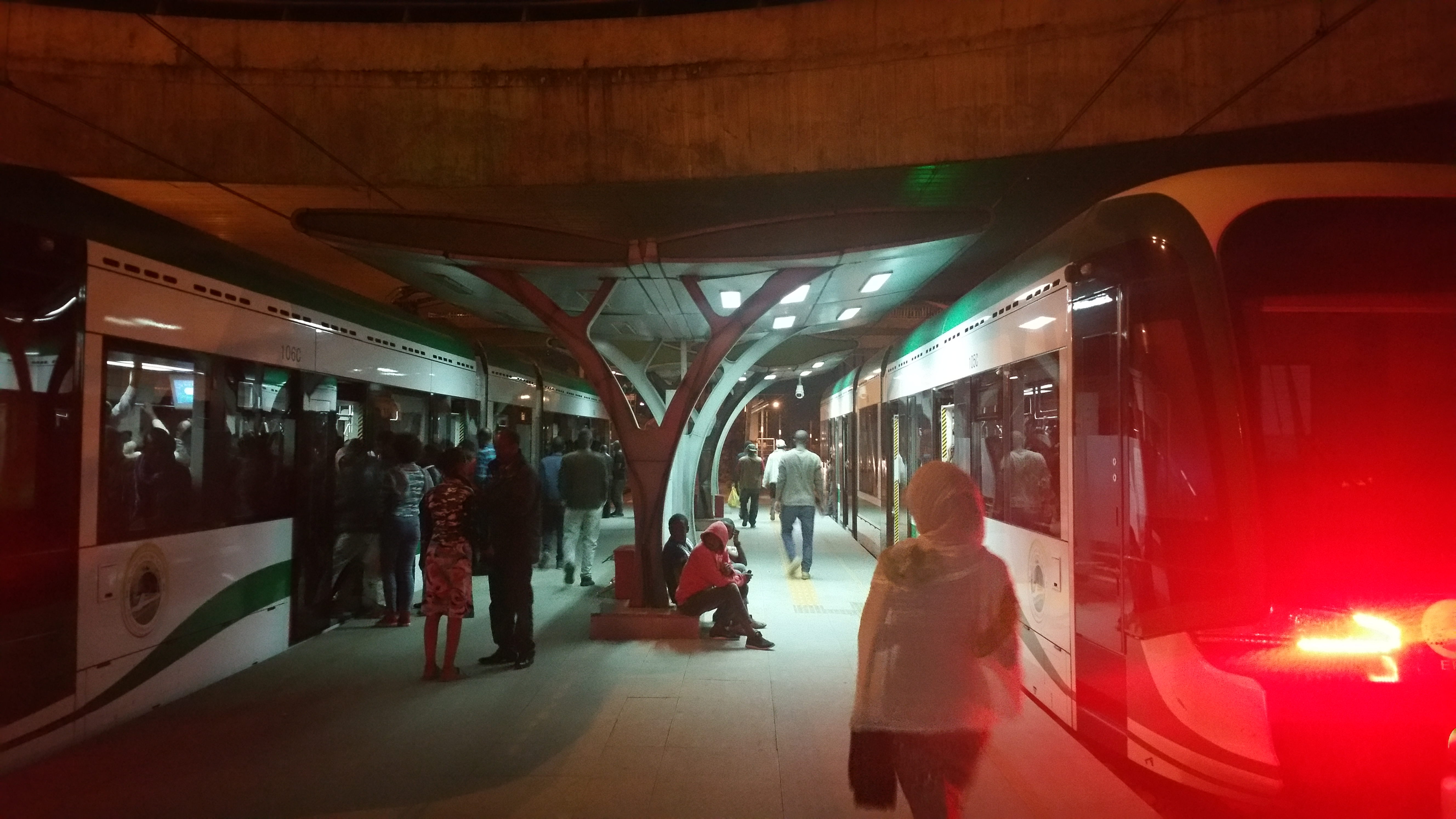
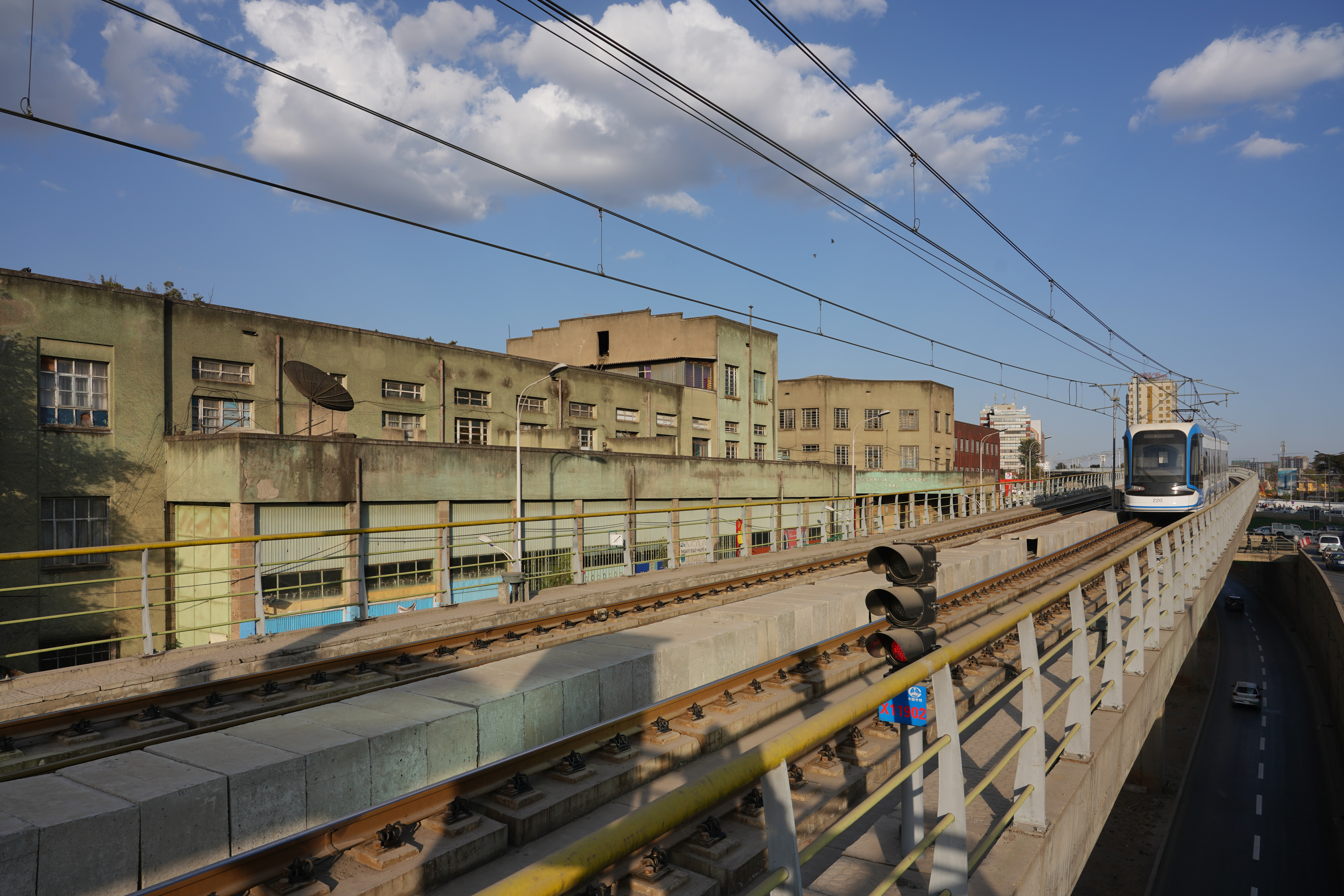
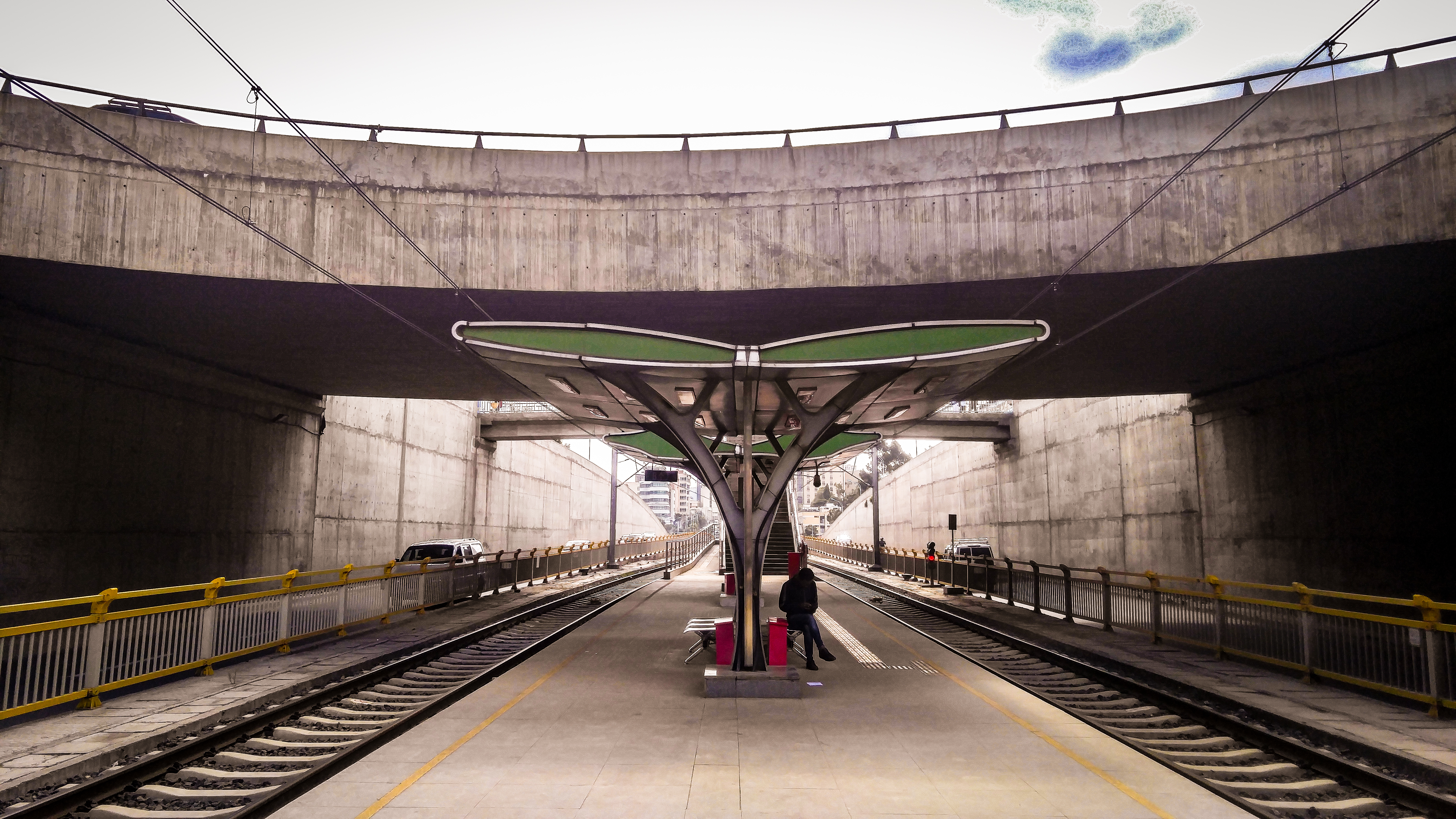